# مهدي قائدي
مهدي قائدي (بالفارسية: مهدى قايدى) هو لاعب كرة قدم إيراني ولد في عام 1998 ويلعب في مركز المهاجم ويلعب مع نادي كلباء معار من نادي شباب الأهلي ومنتخب إيران لكرة القدم.

## بداية النشاط
بدأ مهدي قائدي مسيرته الكروية من أسس فريق إيرانجوفان بوشهر وبعد تألقه في هذا الفريق تمكن من شق طريقه إلى الفريق الرئيسي لهذا النادي في موسم 1395-1396. تمكن مهدي قيدي من تقديم أداء جيد وسجل 10 أهداف في موسمه الأول مع فريق إيرانجوفان الأول وأصبح معروفًا كظاهرة في دوري أزاديجان

## وصلات خارجية
مهدي قائدي على موقع الاتحاد الدولي (مؤرشف)  (الإنجليزية)
- مهدي قائدي على موقع قاعدة بيانات كرة القدم.إي يو (الإنجليزية)
- مهدي قائدي على موقع ناشيونال فوتبول تيمز (الإنجليزية)
- مهدي قائدي على موقع Soccerway.com (الإنجليزية)